# Метельский, Виктор Трофимович
Ви́ктор Трофи́мович Мете́льский (14 января 1926, Одесса — 8 февраля 1987, Одесса) — советский футболист, защитник. Выступал в ВВС Москва, а также в одесских «Металлурге» и СКА.

## Карьера
Начинал карьеру в московском клубе ВВС. Дебютировал в чемпионате СССР 9 мая 1947 года в матче против тбилисского «Динамо». Всего в том сезоне сыграл 24 матча. За 5 лет в составе ВВС он провёл 152 матча и забил один гол. Это произошло 12 сентября 1950 года во встрече против ЦДКА. После того как в 1952 году ВВС расформировали, Метельский перешёл в одесский «Металлург». Два сезона он отыграл в классе «Б». В августе 1954 года приказом Всесоюзного комитета по физкультуре и спорту лишен звания «мастер спорта СССР». Причиной послужили «поступки недостойные советского спортсмена (нарушение дисциплины, прогул тренировок, грубость к товарищам и хулиганство на поле)». В течение 2-х лет ему было запрещено играть в командах мастеров класса «А» и класса «Б», а также в командах, участвующих в соревнованиях на первенство республик.
Несмотря на дисквалификацию уже с 1955 года играл за СКВО (Одесса). За эту команду провел в классе «Б» 134 матча, забив один мяч.
По завершении сезона 1962 года окончил карьеру игрока.

## Достижения
- В списке 33 лучших футболистов сезона в СССР: № 2 (1949, 1950, 1951)